# Jean Hennecart
Jean Hennecart est un enlumineur  et peintre flamand, actif entre 1454 et 1475. Il a été peintre à la cour des ducs de Bourgogne Philippe le Bon puis Charles le Téméraire.

## Éléments biographiques

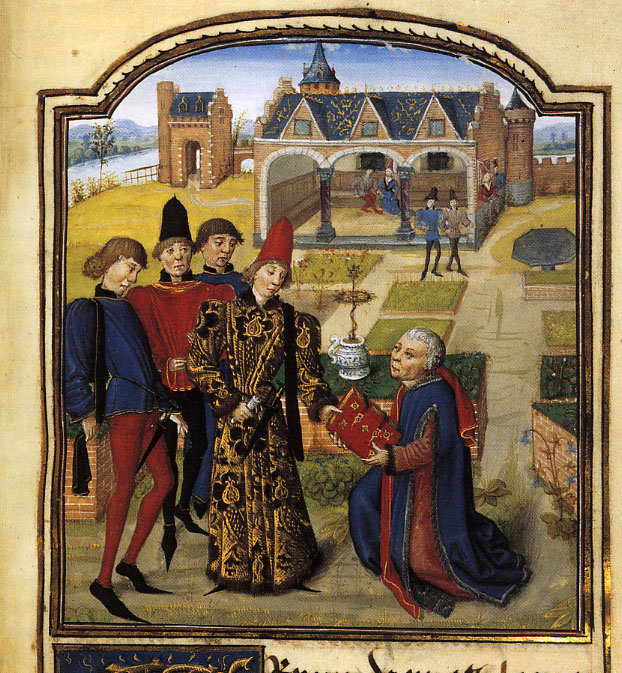
Foliant de Yonnal présente son livre à Rodolphe de Danemark, L'instruction d'un jeune prince, Arsenal, Ms.5104, f.14r.

De nombreux documents issus des archives des ducs de Bourgogne nous renseignent sur l'activité de Jean Hennecart : le plus ancien remonte à février 1454 lorsqu'il participe aux travaux de décoration réalisés pour le banquet du faisan, organisé par Philippe le Bon à Lille. Parmi les nombreux artistes employés, il fait partie alors des mieux payés avec 16 sous par jour, seulement devancé par Jacques Daret. Selon cette même source, il serait originaire d'Audenarde, tout comme Jean Le Tavernier. 
Jean Hennecart obtient peu de temps après la charge de valet de chambre de Charles le Téméraire, alors comte de Charolais. Il réalise pour ce dernier des patrons pour des pièces d'orfèvrerie, des décorations de scènes de tournois, l'enluminure de quelques documents. Sa carrière continue après l'accès de son maître à la tête du duché en 1467 : il participe toujours à la réalisation de décors pour différentes fêtes et cérémonies mais aussi dessine des patrons pour des monnaies. Il est chargé d'organiser le travail des artistes mobilisés à l'occasion du mariage de Charles avec Marguerite d'York en 1468. 
Son activité apparait une dernière fois dans les registres du duc en janvier 1474 puis en septembre 1475, pour valider la qualité du travail d'un autre peintre au service du duc, mais ne semble plus réaliser de travaux lui-même, signe peut-être d'une santé déclinante. Sa disparition intervient entre 1475 et 1480, dernière date à laquelle sa veuve perçoit des arriérés de salaire très importants. Cette dernière est la fille d'un certain Eustache de la Perière, lui-même garde-robe et valet de chambre du duc.
La localisation de son activité n'est pas connue avec précision. Outre son origine ou son passage à Audenarde déjà mentionné, il est probablement installé au moins un temps au sein de la résidence des ducs au palais du Coudenberg à Bruxelles. Une miniature qui lui est attribuée représente en effet avec précision les jardins du palais vus depuis la bibliothèque, comme l'atteste un dessin des mêmes lieux signé Albrecht Dürer (Albertina, inv. no 2475). Par ailleurs, il intervient en 1475 auprès de l'artiste Jean Cloet qui est installé lui-aussi à Bruxelles. Enfin, son style est proche d'autres artistes bruxellois comme le Maître du Girart de Roussillon.

## Œuvres attribuées

### Peintre d'étendards
Jean Hennecart a réalisé pour les ducs de Bourgogne de nombreuses œuvres éphémères, et d'autres très fragiles et donc aujourd'hui disparues : enseignes, bannières, étendards militaires. Seuls quelques-uns de ces derniers ont pu exceptionnellement être conservés au sein des trophées de guerre pris par les armées suisses après les défaites de Grandson et Morat en 1476, et surtout lors de la bataille de Nancy en 1477. C'est à l'occasion de ce dernier combat qu'a été saisi un étendard, aujourd'hui conservé au Musée du vieil arsenal de Soleure (de), décoré d'une figure de saint Georges et de la devise ducale. Il correspond assez bien à la description de plusieurs drapeaux peints par Hennecart entre 1468-1470. Un autre étendard, dont on conserve seulement une copie aux archives cantonales de Glaris et représentant Marie-Madeleine, a aussi été rapproché de l'œuvre du peintre. Cependant, l'étendard de Soleure peut difficilement être attribué directement à Hennecart car ce type de drapeau, par nature très fragile, n'aurait sans doute pas survécu aux neuf années passées entre sa réalisation et la saisie par les soldats suisses. En 1474, Hennecart est remplacé par le peintre Pierre Coustain pour ce travail et cet étendard serait plutôt l'œuvre de ce dernier. 

### Enluminures

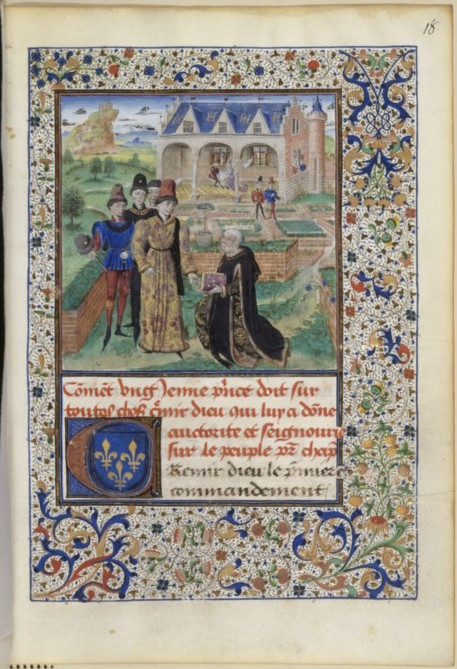
Foliant de Yonnal présente son livre à Rodolphe de Danemark, BNF, Fr.1216, F.18r.

Trois manuscrits lui sont attribués par les historiens de l'art :
- L'instruction d'un jeune prince de Guillebert ou Hugues de Lannoy suivi des Enseignements paternels, manuscrit à destination de Charles le Téméraire, vers 1468-1470, Bibliothèque de l'Arsenal, Ms.5104, 3 miniatures

Seul manuscrit encore aujourd'hui conservé qui soit attribué à Jean Hennecart par sources écrites, l'artiste étant payé pour ce travail le 20 septembre 1470.
- Instruction du roy saint Louis à son fils, suivi de L'instruction d'un jeune prince puis Les enseignements paternels, copie du manuscrit de Charles le Téméraire, destinée à Louis de Gruuthuse, 3 miniatures, vers 1468-1470, Bibliothèque nationale de France, Fr.1216
- Livre de la paix de Christine de Pizan, destiné à Jean de Créquy, 1 miniature de frontispice, coll. part., passé en vente chez Drouot le 19 mai 1976 (lot 18) puis chez Gros & Delettrez le 8 avril 2011 (lot 550)[6]

Deux autres manuscrits sont parfois attribués à son atelier mais sans faire consensus :
- L'Art de la chevalerie de Végèce et Les Stratagèmes de Frontin, Bibliothèque royale, La Haye, 73 J 22
- Hiéron de Xénophon, traduit par Charles Soillot, attribué parfois au Maître du Girart de Roussillon, Bibliothèque royale de Belgique, Ms.IV 1264

## Style du peintre
Son style s'attache à représenter les traits de ses personnages de manière très précise, par des traits fins et de nombreux détails dans le rendu des matières, carnations ou étoffes. Cet attachements aux détails conforte l'idée qu'il s'agit là d'un peintre qui a exercé non seulement dans le domaine de l'enluminure mais aussi sur d'autre supports.